# Manapakkam
Manapakkam is een census town in het district Chennai van de Indiase staat Tamil Nadu.

## Demografie
Volgens de Indiase volkstelling van 2001 wonen er 8590 mensen in Manapakkam, waarvan 52% mannelijk en 48% vrouwelijk is. De plaats heeft een alfabetiseringsgraad van 73%. 